# Keri Russell

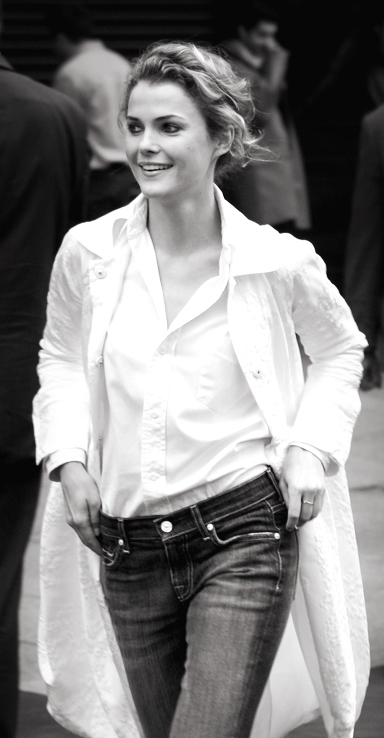
Keri Russell w 2006

Keri Lynn Russell (ur. 23 marca 1976 w Fountain Valley) – amerykańska aktorka i tancerka. Grała m.in. główną rolę (nagrodzoną Złotym Globem) w serialu telewizyjnym Felicity.
Jej rodzicami są David Russell i Stephenie Stephens. Ma młodszą siostrę Julie i starszego brata Todda. Dorastała w Dallas w Teksasie oraz w Mesie w stanie Arizona.

## Dzieciństwo
Ucząc się w Poston Jr. High School (w Mesie w Arizonie), zaczęła uczęszczać na lekcje baletu i jazzu. Występowała w zespole „Mesa Stars Dance and Drill”. Po rozpoczęciu szkoły średniej przeniosła się z rodzicami do Denver w Kolorado i chodziła do Highlands Ranch High School. Niedługo potem została odkryta przez łowcę talentów Disneya i w 1991 zadebiutowała w MMC (The All New Mickey Mouse Club). Serial ten otworzył drzwi do kariery Britney Spears i Christinie Aguilerze.

## Kariera
W 1992 po raz pierwszy zadebiutowała na dużym ekranie w Kochanie, zwiększyłem dzieciaka (Honey I Blew Up The Kid) jako opiekunka do dzieci. Pierwsza regularna rola Russell miała miejsce w 1994 w sitcomie telewizji CBS – Daddy’s Girl, niestety serial nie utrzymał się zbyt długo. W 1996 otrzymała swoją pierwszą tytułową rolę w filmie NBC – The Babysitter's Seduction i pierwszą rolę przewodnią w serialu telewizyjnym Aarona Spellinga, Plaże Malibu (Malibu Shores). W 1997 Russell wystąpiła w swoim drugim filmie, Dla ciebie wszystko (Eight Days a Week) oraz kolejnej roli telewizyjnej, Nie stracić najważniejszego (When Innocencie Is Lost).
W 1998 zagrała w serialu WB Network – Felicity, którego twórcami byli J.J. Abrams i Matt Reeves. Serial ten przyniósł jej nagrodę Złotego Globu w 1999 (dla najlepszej aktorki w telewizyjnym serialu dramatycznym). Tego samego roku wzięła udział w zdjęciach do filmu Mambomania (Mad About Mambo) w Irlandii. W 2002 Russell wystąpiła u boku Mela Gibsona i Madeleine Stowe w filmie Byliśmy żołnierzami (We Were Soldiers), grając żonę żołnierza, który bierze udział w pierwszej wielkiej bitwie między USA a Vietcongiem podczas wojny wietnamskiej. Brała udział w filmie Ostre słówka (The Upside Of Anger), w którym zagrała razem z Kevinem Costnerem i Joan Allen. W 2003 w Kanadzie Russell rozpoczęła prace nad filmem telewizyjnym dla stacji Hallmark Channel – Magia zwyczajnych dni (The Magic of Ordinary Days). Rok później zagrała w miniserialu Stevena Spielberga i DreamWorks – Into The West, który wszedł na ekrany stacji TNT w 2005.
W grudniu 2004 Russell zadebiutowała na off-Broadwayu, na deskach teatru Lucile Fortel w Nowym Jorku, w przedstawieniu Neila LaBute – Fat Pig. Razem z nią występowali m.in. Andrew McCarthy, Jeremy Piven i Ashlie Atkinson.
Rok 2006 przyniósł aktorce udział w kolejnych filmach. Dramacie Kanibal z Rotenburga, filmie akcji Mission: Impossible III oraz komedii romantycznej Kelnerka.
W roku 2007 wystąpiła w jednej z głównych ról w nominowanym do Oskara (za muzykę) filmie August Rush, grając matkę głównego bohatera.
W 1994 roku wystąpiła w teledysku Bon Jovi do utworu Always.

## Filmografia

### Filmy
| Rok  | Tytuł                                 | Rola              | Uwagi       |
| ---- | ------------------------------------- | ----------------- | ----------- |
| 1992 | Kochanie, zwiększyłem dzieciaka       | Mandy Park        |             |
| 1997 | Dla ciebie wszystko                   | Erica             |             |
| 1998 | Zabójcza przyjaźń                     | Emma              |             |
| 2000 | Mambomania                            | Lucy McLoughlin   |             |
| 2002 | Byliśmy żołnierzami                   | Barbara Geoghegan |             |
| 2005 | Ostre słówka                          | Emily Wolfmeyer   |             |
| 2006 | Mission: Impossible III               | Lindsey Farris    |             |
| 2006 | Kanibal z Rotenburga                  | Katie             |             |
| 2007 | Kelnerka                              | Jenna Hunterson   |             |
| 2007 | The Girl in the Park                  | Celeste           |             |
| 2007 | Cudowne dziecko                       | Lyla Novacek      |             |
| 2008 | Opowieści na dobranoc                 | Jill              |             |
| 2009 | Wonder Woman                          | Wonder Woman      | Video; głos |
| 2009 | Co w trawce piszczy?                  | Janet             |             |
| 2010 | Środki nadzwyczajne                   | Aileen Crowley    |             |
| 2012 | Goats                                 | Judy              |             |
| 2013 | Kraina Jane Austen                    | Jane Hayes        |             |
| 2013 | Dark Skies                            | Lacy Barrett      |             |
| 2014 | Ewolucja planety małp                 | Ellie             |             |
| 2016 | Rebeliant                             | Serena Knight     |             |
| 2019 | Gwiezdne wojny: Skywalker. Odrodzenie | Zorii Bliss       |             |
| 2023 | Kokainowy miś                         | Sari              |             |

### Telewizja
| Rok       | Tytuł                       | Rola                 | Uwagi   |
| --------- | --------------------------- | -------------------- | ------- |
| 1994      | Daddy's Girls               | Phoebe Walker        | 3 odc.  |
| 1995      | Clerks.                     | Sandra               | film TV |
| 1996      | Romans z opiekunką          | Michelle Winston     | film TV |
| 1996      | The Lottery                 | Felice Dunbar        | film TV |
| 1996      | Plaże Malibu                | Chloe Walker         | 10 odc. |
| 1997      | Prawo miecza                | Claire               | 2 odc.  |
| 1997      | Nie stracić najważniejszego | Erica French         | film TV |
| 1998–2002 | Felicity                    | Felicity Porter      | 84 odc. |
| 1999      | CinderElmo                  | Księżniczka          | film TV |
| 2005      | Magia zwyczajnych dni       | Olivia „Livvy” Dunne | film TV |
| 2007      | Hoży doktorzy               | Melody O’Harra       | 2 odc.  |
| 2010–2011 | Mój najlepszy wróg          | Emmy Kadubic         | 13 odc. |
| 2013–2018 | Zawód: Amerykanin           | Elizabeth Jennings   | 65 odc. |